# Tetracycline
Tetracycline, được bán dưới tên thương mại là Sumycin cùng với một số những tên khác, là một loại thuốc kháng sinh được sử dụng để điều trị một số bệnh do nhiễm trùng. Các bệnh này bao gồm mụn trứng cá, dịch tả, brucella, bệnh dịch hạch, sốt rét và giang mai. Thuốc được dùng bằng đường uống.
Các tác dụng phụ thường gặp có thể kể đến như ói mửa, tiêu chảy, phát ban và chán ăn. Các tác dụng phụ khác bao gồm phát triển răng kém nếu sử dụng thuốc cho trẻ em dưới 8 tuổi, cùng với một số vấn đề về thận và dễ bị cháy nắng. Sử dụng trong khi mang thai có thể gây hại cho em bé. Tetracycline thuộc nhóm thuốc kháng sinh tetracycline. Chúng hoạt động bằng cách ngăn chặn khả năng tạo ra protein của vi khuẩn.
Tetracycline được cấp bằng sáng chế vào năm 1953 và được đưa vào sử dụng thương mại vào năm 1978. Nó nằm trong danh sách các thuốc thiết yếu của Tổ chức Y tế Thế giới, tức là nhóm các loại thuốc hiệu quả và an toàn nhất cần thiết trong một hệ thống y tế. Tetracycline có sẵn dưới dạng thuốc gốc. Chi phí bán buôn ở các nước đang phát triển là khoảng 0,35 đến 1,78 USD cho một quá trình điều trị. Tại Hoa Kỳ, một đợt điều trị thường có giá dưới 25 USD. Tetracycline ban đầu được phân lập từ xạ khuẩn Streptomyces.